# Attendolo
La famiglia Attendolo fu una famiglia italiana di agiati agricoltori originari di Cotignola, nel ravennate, che, passata a Milano nel XV secolo, diede origine alla dinastia degli Sforza.

## Storia
Capostipite della famiglia fu Muzio Attendolo, nato nel XIII secolo, padre di Giovanni, a sua volta padre di Giacomo, detto a sua volta "Muzio", quest'ultimo creato conte di Cotignola dall'antipapa Giovanni XXIII e fondatore della dinastia degli Sforza. Il suo soprannome di "Sforza" gli fu dato dal capitano di ventura Alberico da Barbiano per il suo vigore fisico e gli restò fino alla morte, avvenuta a Pescara il 4 gennaio 1424, quando, per desiderio della Regina del Regno di Napoli Giovanna II d'Angiò-Durazzo, di cui Muzio era gran connestabile, ai suoi discendenti fu sostituito il cognome di Attendolo con quello di Sforza.

## Albero genealogico
|                         |                         |               |               |                      |                      |                                 |                      |                |                |                 |                       |                       |               |                                    |                                    |
|                         |                         |               |               |                      |                      | Muzio Attendolo *XIII secolo-†? |                      |                |                |                 |                       |                       |               |                                    |                                    |
|                         |                         |               |               |                      |                      |                                 |                      |                |                |                 |                       |                       |               |                                    |                                    |
|                         |                         |               |               |                      |                      |                                 |                      |                |                |                 |                       |                       |               |                                    |                                    |
|                         |                         | Bartolo *? †? | Bartolo *? †? |                      |                      | Santi *? †?                     | Santi *? †?          |                |                |                 | Giovanni *1319 †~1385 | Giovanni *1319 †~1385 |               |                                    |                                    |
|                         |                         |               |               |                      |                      |                                 |                      |                |                |                 |                       |                       |               |                                    |                                    |
|                         |                         |               |               |                      |                      |                                 |                      |                |                |                 |                       |                       |               |                                    |                                    |
| Lorenzo *~1351 †~1442   | Lorenzo *~1351 †~1442   |               |               | Michele *~1370 †1463 | Michele *~1370 †1463 |                                 |                      | Bosio *? †1410 | Bosio *? †1410 | Francesco *? †? | Francesco *? †?       | Bartolo *? †?         | Bartolo *? †? | Giacomo detto "Sforza" *1369 †1424 | Giacomo detto "Sforza" *1369 †1424 |
|                         |                         |               |               |                      |                      |                                 |                      |                |                |                 |                       |                       |               |                                    |                                    |
|                         |                         |               |               |                      |                      |                                 |                      |                |                |                 |                       |                       |               |                                    |                                    |
| Giovanni Battista *? †? | Giovanni Battista *? †? | Perino *? †?  | Perino *? †?  | Raimondo *? †?       | Raimondo *? †?       | Pietro Antonio *? †?            | Pietro Antonio *? †? | Domenico *? †? | Domenico *? †? |                 |                       |                       |               | · Sforza · di Milano               | · Sforza · di Milano               |
|                         |                         |               |               |                      |                      |                                 |                      |                |                |                 |                       |                       |               |                                    |                                    |
|                         |                         |               |               |                      |                      |                                 |                      |                |                |                 |                       |                       |               |                                    |                                    |
|                         |                         |               |               |                      |                      |                                 |                      | Abenante *? †? |                |                 |                       |                       |               |                                    |                                    |

## Membri principali
- Muzio Attendolo, capostipite;
- Bartolo Attendolo, condottiero;
- Lorenzo Attendolo, condottiero;
- Michele Attendolo, condottiero;
- Bosio Attendolo, condottiero;
- Francesco Attendolo, condottiero;
- Margherita Attendolo, capostipite dell'estinta famiglia Manzuoli-Sforza di Bologna;
- Bosio I Sforza, condottiero, capostipite del ramo degli Sforza di Santa Fiora.